# Дропла (Бургасская область)
Дропла (болг. Дропла) — село в Болгарии. Находится в Бургасской области, входит в общину Руен. Население составляет 285 человек (2022).

## Политическая ситуация
В местном кметстве Дропла, в состав которого входит Дропла, должность кмета (старосты) исполняет Назмие Ибрахим Хюсеин (Движение за права и свободы (ДПС)) по результатам выборов.
Кмет (мэр) общины Руен — Дурхан Мехмед Мустафа (Движение за права и свободы (ДПС)) по результатам выборов.